# Alexandre Brunet
Pour les articles homonymes, voir Brunet.
Alexandre Brunet, né le 11 août 1863 à Poitiers et mort le 24 décembre 1927 à Paris, est un peintre français.

## Biographie
Alexandre Joseph Désiré Brunet est le fils de Jamin Brunet, cocher, et de Louise Briaud.
Élève de Gustave Boulanger et Jean-Léon Gérôme, il expose au Salon à partir de 1888.
En 1900, il habite au no 12 de la rue du Moulin-de-Beurre. Il épouse Catherine Alin.
Il meurt à son domicile de la rue Vaugirard, à l'âge de 64 ans.